# Ivone Kirkpatrick
Ivone Augustine Kirkpatrick, né le 3 février 1897 et mort le 25 mai 1964, était un diplomate britannique.
Au cours de la Première Guerre mondiale, il abandonne ses études pour rejoindre le régiment des Royal Inniskilling Fusiliers ; il est blessé au front et se voit décerner la croix de guerre belge. Il intègre le corps diplomatique après la fin du conflit. Il est premier secrétaire à l'ambassade britannique à Rome de 1930 à 1932, chargé d'affaires au Vatican en 1932-1933, puis premier secrétaire à Berlin de 1933 à 1938. Il occupe différents postes pendant la Seconde Guerre mondiale, notamment celui de Contrôleur des services européens de la BBC en 1941. Il participe à l'interrogatoire de Rudolf Hess lorsque celui-ci atterrit en Grande-Bretagne, en mai 1941.
Il est ensuite conseiller auprès du sous-secrétaire d'État aux Affaires étrangères en 1945, puis sous-secrétaire adjoint en 1948. Il est nommé sous-secrétaire pour la direction d'Allemagne aux Affaires étrangères en 1949, avant d'être haut-commissaire britannique pour l'Allemagne de 1950 à 1953. Il finit sa carrière diplomatique comme sous-secrétaire aux Affaires étrangères de 1953 à 1957 ; il joua un rôle important au cours de la crise de Suez, durant laquelle il fut partisan d'une ligne dure à l'encontre du colonel Nasser.

## Ouvrages
- (en) The Inner Circle: The Memoirs of Ivone Kirkpatrick, Londres, Macmillan, 1959
- (en) Mussolini: Study of a Demagogue, Londres, Odhams, 1964